# 아구스틴 페드로 후스토

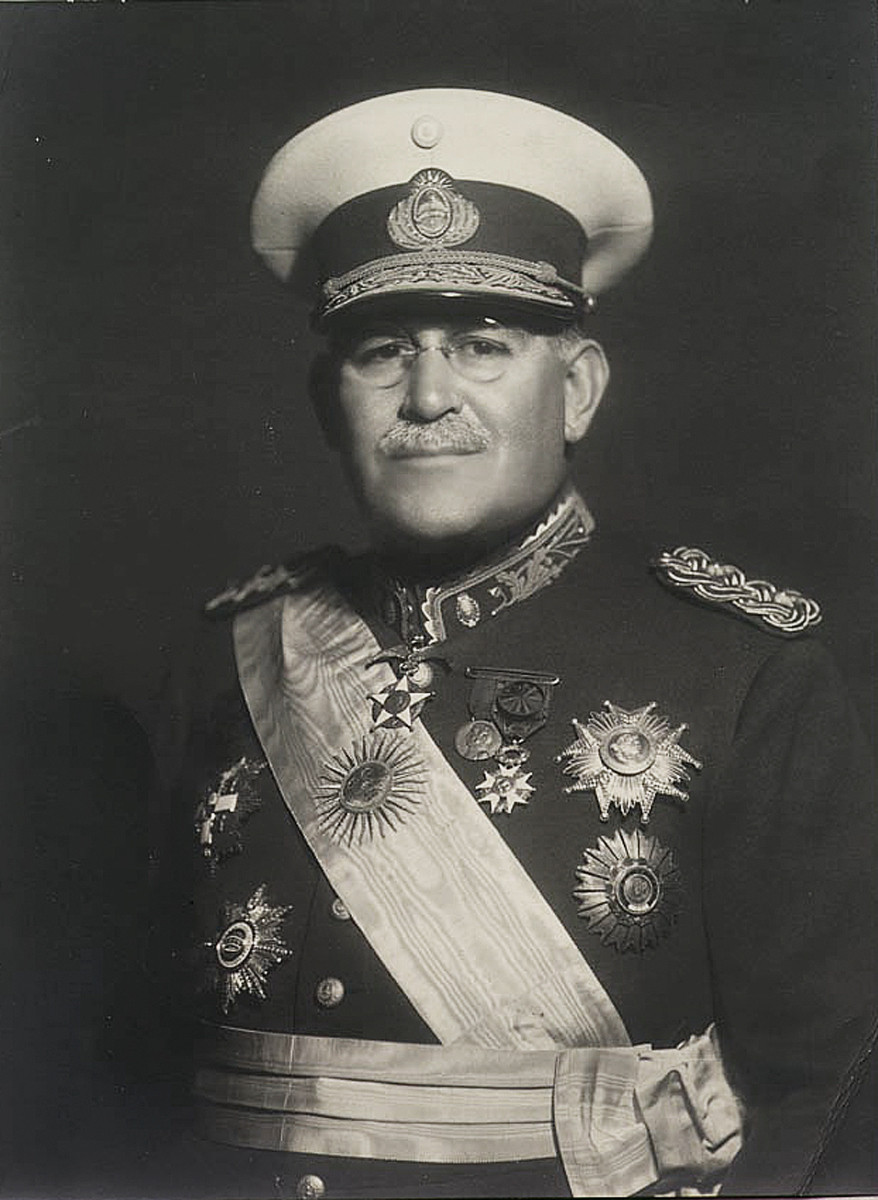
아구스틴 페드로 후스토

아구스틴 페드로 후스토 롤론(Agustín Pedro Justo Rolón)은 아르헨티나의 대통령을 역임한 아르헨티나의 군인, 외교관, 정치인이다. 후스토는 부정 선거로 인해 대통령이 되었다. 그 기간은 악명 높은 10년(Década Infame)이라 불린다. 그는 아르헨티나 중앙은행을 설립하고 국가적인 소득세를 도입하였다.

## 같이 보기
- 아르헨티나의 대통령